# 정주미 (바이애슬론 선수)
정주미(鄭朱美, 1997년 9월 11일~)는 대한민국의 바이애슬론 선수이다. 2018년 동계 올림픽에 대한민국 국가대표로 참가했다.